# Johannes Junius
Johannes Junius (Niederwehbach, 1573 – Bamberg, agosto de 1628) foi um burgomestre e suposto bruxo alemão que foi burgomestre de Bamberg em 1614, 1617, 1621 e entre 1624 e 1628, além de presidente do conselho entre 1608 e 1613, em 1615, 1616, 1618, 1619, 1620, 1622 e 1623.
Junius foi levado a mártir após sua execução por bruxaria através de falsos testemunhos obtidos sob tortura. Sua fama póstuma como mártir deve-se principalmente à tocante carta que escreveu da prisão para sua filha Veronika, transcrita abaixo.

## Contexto histórico
O bispado de Bamberg experimentou o auge da caça às bruxas sob a égide do príncipe-bispo Johann Georg II Fuchs de Dornheim: entre 1626 e 1631 centenas de homens e mulheres foram queimados na fogueira. A caçada implacável desses anos caracterizou-se por procedimentos de inquisição meticulosos. Johann Georg "der Hexenbrenner" (literalmente o queima-bruxas) mandou erigir em Bamberg em 1627 a prisão para bruxas "Drudenhaus" (literalmente, casa das bruxas) e no ano seguinte contratou o comissário de Eichstätt Dr. Johann Schwarzkronz. Os nomes de outros bruxos eram assim arrancados através de torturas refinadas além das habituais denúncias. Nesse período de caças às bruxas, personalidades da vida pública como Johannes Junius, vítimas de intrigas e que criticaram os processos de bruxaria, também começaram a ser acusadas, presas e torturadas. Além de Junius o chanceler Georg Haan também foi vitimado pela caça às bruxas — que só viriam a ter um fim em 1683 com a aproximação das tropas suecas.

## Acusação e sentença
Em 1608 Johannes Junius assumiu pela primeira vez sua função pública e até 1628 não há registros que comprometam sua imagem. Mas para sua desgraça seu colega Georg Haan, preso e torturado por bruxaria, foi coagido a citar seu nome como "bruxo chefe" e Junius foi levado à "justiça".
Junius foi acusado das práticas clássicas e habituais de bruxaria, como renegar o nome de Deus e participar e presidir Sabás. Como Johannes Junius negou veementemente todas as acusações foi entregue ao carrasco torturador. De acordo com as transcrições do processo a aplicação do "esmagador de polegares" e da "bota espanhola" não mostraram-se suficiente para arrancar confissões de Junius — o que só aconteceu após a aplicação da "Estrapada" (ou Polé) (Uma tortura fundamental, que consistia na deslocação dos ombros, pelo movimento de içar violentamente a vítima, com os braços atados às costas, com o corpo suspenso) — como ele viria a descrever à sua filha na carta transcrita abaixo.
Com a eficácia da tortura, Junius veio a confessar que negara a Deus depois de ter sido seduzido pelo Diabo na forma de uma sedutora mulher, ter tido uma súcubo chamada Raposa, profanado a hóstia e ter voado num cão negro para sabás de bruxos. Raposa o teria ordenado a matar seus filhos com um pó negro mas ele, tendo negado-se a fazê-lo, teve de sacrificar um cavalo no lugar das crianças. Além disso acabou por citar vários outros nomes de supostos cúmplices, que também viriam a ser torturados.
O tribunal aceitou a confissão e Johannes Junius foi por fim executado na fogueira em 1628. De acordo com outras fontes ele teria sido decapitado com a espada antes de seu corpo ser queimado.

## A carta
Milhares de boas-noites, querida filha Veronica. Inocente entrei na prisão, inocente fui torturado, inocente devo morrer. Pois quem quer que entre na prisão de bruxos deve tornar-se bruxo ou ser torturado até inventar algo na sua cabeça e — que Deus tenha piedade — lembrar-se de algo. Vou-te contar o que aconteceu comigo. Quando fui pela primeira vez submetido à tortura, Dr. Braun, Dr. Kotzendorffer e dois outros médicos estranhos estavam lá. Então, o Dr. Braun pergunta-me: "Parente, como veio parar aqui?" Eu respondo: "Por falsidade, por infortúnio." "Ouça", diz ele, "você é um bruxo; confessará voluntariamente? Se não, traremos testemunhas e o carrasco para você." Eu disse: "Não sou bruxo, tenho uma consciência pura nesse assunto; se houver mil testemunhas, não tenho medo, mas ouvirei de bom grado as testemunhas." Então o filho do chanceler foi colocado diante de mim… e depois Hoppfen Elss. Ela disse ter-me visto dançar no Haupts-moor… Eu respondi: "Nunca renunciei a Deus, e nunca o farei — que Deus misericordioso me preserve disso. Prefiro suportar o que for necessário." E então veio também — Deus nas alturas tenha piedade — o carrasco, e colocou os parafusos nos meus polegares, com ambas as mãos amarradas, de forma que o sangue saiu pelas unhas e de toda a parte, e por quatro semanas não pude usar as mãos, como pode ver pela escrita… Depois, eles primeiro despiram-me, amarraram as minhas mãos nas costas e ergueram-me na tortura. Então pensei que o céu e a terra haviam chegado ao fim; oito vezes ergueram-me e deixaram-me cair novamente, de modo que sofri dores terríveis…"

E isto aconteceu na sexta-feira, 30 de junho, e, com a ajuda de Deus, tive de suportar a tortura. Quando finalmente o carrasco me levou de volta para a prisão, disse-me: "Senhor, rogo-lhe, pelo amor de Deus, confesse algo, pois não poderá suportar a tortura que lhe será imposta; e, mesmo que suporte tudo, ainda assim não escapará, nem que fosse um conde, pois uma tortura seguirá outra até que diga que é um bruxo. Só então", disse ele, "o deixarão ir, como pode ver por todos os julgamentos, pois todos são iguais"… E então implorei, pois estava em terrível situação, que me dessem um dia para pensar e um padre. Foi-me negado o padre, mas foi-me concedido o tempo para pensar. Agora, minha querida filha, veja o risco em que me encontrava e ainda estou. Tenho de dizer que sou um bruxo, embora não seja; tenho agora de renunciar a Deus, embora nunca o tenha feito. Dia e noite, estive profundamente angustiado, mas por fim ocorreu-me uma nova ideia. Não me deixaria atormentar, mas, como não me tinham dado um padre com quem pudesse pedir conselho, pensaria por mim próprio e diria algo. Certamente seria melhor dizer apenas com palavras, mesmo que não fosse verdade; e depois confessaria ao padre, e que respondam aqueles que me forçam a fazer isto… E assim fiz a minha confissão, da seguinte forma; mas tudo era mentira.

A seguir, minha querida filha, está o que confessei para escapar à grande angústia e à amarga tortura, que já não conseguia suportar… Depois, tive de dizer que pessoas tinha visto [no sabá dos bruxos]. Disse que não as tinha reconhecido. "Seu patife velho, tenho de chamar o carrasco para si. Diga — não estava lá o Chanceler?" Então, disse que sim. "Quem mais?" Não tinha reconhecido ninguém. Então ele disse: "Tome uma rua de cada vez; comece pelo mercado, saia por uma rua e volte pela seguinte." Tive de nomear várias pessoas ali. Depois veio a rua longa. Não conhecia ninguém. Tive de nomear oito pessoas ali. Depois o Zinkenwert — mais uma pessoa. Depois, pela ponte superior até ao Georgthor, de ambos os lados. Novamente, não conhecia ninguém. Será que não conhecia ninguém no castelo — quem quer que fosse, devia falar sem medo. E assim continuaram a interrogar-me em todas as ruas, embora eu não pudesse e não quisesse dizer mais. Então entregaram-me ao carrasco, disseram-lhe para me despir, rapar todo o meu corpo e submeter-me à tortura. "O patife conhece alguém na praça do mercado, está com ele todos os dias, e ainda assim diz que não o conhece." Com isso referiam-se a Dietmery: então tive de o nomear também.

Então, tive de dizer que crimes tinha cometido. Não disse nada. … "Levem o patife para cima!" Então disse que devia matar os meus filhos, mas que tinha matado um cavalo em vez disso. Não adiantou. Também tinha pegado uma hóstia consagrada e a tinha profanado. Quando disse isto, deixaram-me em paz. Agora, querida filha, aqui tens toda a minha confissão, pela qual devo morrer. E são mentiras e invenções, que Deus me ajude. Pois fui forçado a dizer tudo isto pelo medo da tortura que ameaçavam, ainda pior do que aquilo que já tinha suportado. Pois eles nunca cessam a tortura até que se confesse algo; seja a pessoa boa ou não, deve ser um bruxo. Ninguém escapa, nem que fosse um conde… Querida filha, guarda esta carta em segredo para que as pessoas não a encontrem, pois, caso contrário, serei torturado de forma ainda mais atroz, e os carcereiros serão decapitados. É tão rigorosamente proibido… Querida filha, paga a este homem um dólar… Levei vários dias para escrever isto: as minhas mãos estão ambas incapacitadas. Estou numa situação lamentável… Boa-noite, pois o teu pai, Johannes Junius, nunca mais te verá. 24 de julho de 1628.
[E na margem da carta ele acrescentou: Querida filha, seis pessoas confessaram contra mim de uma vez: o Chanceler, o seu filho, Neudecker, Zaner, Ursel de Hoffmaister e Else de Hoppfen — todos falsos, por compulsão, como todos me disseram e pediram o meu perdão em nome de Deus antes de serem executados. … Eles não sabem nada de mau a meu respeito. Foram forçados a dizer isso, assim como eu fui.]